# Лубныгаз
Лубныгаз (укр. Лубнигаз) - предприятие, обеспечивающее газоснабжение и газораспределение на территории Лубенского района Полтавской области.

## История
Газификация города Лубны началась в 1961 году, когда началось снабжение жителей города сжиженным природным газом в баллонах.
В 1965 году в Лубенском городском жилхозе была создана производственно-эксплуатационная контора газового хозяйства.
6 ноября 1965 года был введён в эксплуатацию первый газопровод, обеспечивший снабжение природным газом Лубенского завода «Коммунар».
После провозглашения независимости Украины государственное предприятие "Лубныгаз" было преобразовано в открытое акционерное общество.
После создания 16 июля 1996 года государственной акционерной холдинговой компании "Укргаз" предприятие перешло в ведение компании.
В августе 1997 года предприятие по газоснабжению и газификации ОАО "Лубныгаз" было отнесено к категории предприятий, имеющих стратегическое значение для экономики и безопасности Украины.
После создания 25 мая 1998 года Национальной акционерной компании "Нафтогаз Украины" предприятие перешло в ведение компании.
После создания в 2000 году компании "Газ Украины" "Лубныгаз" было передано в ведение ДК "Газ Украины".
В 2006 году государственная контрольно-ревизионная комиссия провела проверку состояния газораспределительных сетей на территории Украины, в результате которой на балансе «Лубныгаз» были выявлены находившиеся в государственной собственности "бесхозные" газораспределительные сети общей протяжённостью 551,4 км.
В июне 2009 года на баланс "Лубныгаз" передали дополнительные распределительные газопроводы, ранее находившиеся в государственной собственности.
По состоянию на 1 января 2011 года, на балансе предприятия находилось 125 газораспределительных пунктов и 3808,86 км газопроводов, а численность сотрудников "Лубныгаз" составляла 425 человек.
10 октября 2011 года Кабинет министров Украины принял постановление № 1053, в соответствии с которым передал половину контрольного пакета в размере 51% акций ОАО "Лубныгаз" из уставного капитала НАК "Нафтогаз Украины" в Фонд государственного имущества Украины для последующей приватизации, однако блокирующий пакет акций "Лубныгаз" в размере 26% акций остался в собственности "Нафтогаз Украины".
В феврале 2012 года собственником 10,486% уставного капитала «Лубныгаз» кипрская компания "Castlebury Limited", ещё 11,34% акций перешли в собственность английской компании "Aer Alter Energy Resourses Ltd.". 11 сентября 2012 года ещё 26% акций (ранее находившихся в государственной собственности) за 5060 тыс. гривен купила ООО "Инвестиционная компания «Финлекс-Инвест»".
17 июля 2014 года Кабинет министров Украины принял решение о продаже 25% оставшихся в государственной собственности акций ОАО "Лубныгаз".